# Liste der Kulturdenkmäler in Frankfurt-Ostend
In der Liste der Kulturdenkmäler in Frankfurt-Ostend sind alle Kulturdenkmäler im Sinne des Hessischen Denkmalschutzgesetzes in Frankfurt-Ostend, einem Stadtteil von Frankfurt am Main aufgelistet.
Grundlage ist die Denkmaltopographie aus dem Jahre 1994, die zuletzt 2000 durch einen Nachtragsband ergänzt wurde. Zusätzlich wird auf die 2008 erschienene Ausgabe des Handbuchs der Deutschen Kunstdenkmäler für den Regierungsbezirk Darmstadt zurückgegriffen, sofern dort aktuellere oder zusätzliche Informationen vorhanden sind. In der Denkmaltopographie überwiegend abgekürzte Namen von Architekten, Baumeistern und Künstlern sind, soweit möglich, nach der unter dem Abschnitt Werke zu Architekten und Künstlern genannten Literatur aufgelöst.

## Kulturdenkmäler in Frankfurt-Ostend

### Alfred-Brehm-Platz
| Bild           | Bezeichnung              | Lage                                  | Beschreibung | Bauzeit   | Daten |
| -------------- | ------------------------ | ------------------------------------- | --- | --------- | ----- |
| weitere Bilder | Alfred-Brehm-Platz       | Ostend, Alfred-Brehm-Platz Lage       | Ovale Platzanlage um 1875 | 1875      |       |
| weitere Bilder | Alfred-Brehm-Platz 11/13 | Ostend, Alfred-Brehm-Platz 11/13 Lage | noble Mietshäuser; Fassade mit Elementen aus Renaissance und Klassizismus | 1877      |       |
| weitere Bilder | Zoo                      | Ostend, Alfred-Brehm-Platz 16 Lage    | Der Zoo Frankfurt (zeitweise auch Zoologischer Garten Frankfurt) wurde 1858 eröffnet und ist damit (nach dem Berliner Zoo) der zweitälteste Tierpark Deutschlands. Kulturdenkmal sind die Reste ursprünglicher Tierhausarchitektur und gärtnerische Anlagen. | 1874      |       |
| weitere Bilder | Zoo-Gesellschaftshaus    | Ostend, Alfred-Brehm-Platz 16 Lage    | Repräsentationsbau des späten Klassizismus mit Neorenaissance-Anklängen von 1875 nach Entwurf von Josef Durm und A. F. Kaysser unter Mitwirkung von Friedrich Otto Lindheimer als monumentale Begrenzung des Alfred-Brehm-Platzes                            | 1875–1876 |       |
| weitere Bilder | Alfred-Brehm-Platz 19    | Ostend, Alfred-Brehm-Platz 19 Lage    | Mietshaus nach Entwürfen von Friedrich Alexander Carl Weber mit Jugendstilelementen; ehemals gemeinsames Mansarddach mit dem Haus Thüringer Straße 1 | 1912      |       |

### Am Tiergarten
| Bild            | Bezeichnung                   | Lage                                                            | Beschreibung | Bauzeit | Daten |
| --------------- | ----------------------------- | --------------------------------------------------------------- | --- | ------- | ----- |
| Am Tiergarten 4 | Am Tiergarten 4               | Ostend, Am Tiergarten 4 (heute: Bernhard-Grzimek-Straße 4) Lage | Direktorenhaus des Heinrich von Gagern Gymnasiums nach Entwurf von Karl Friedrich Endell und Schäfer in Formen der Neurenaissance | 1887    |       |
| weitere Bilder  | Heinrich-von-Gagern-Gymnasium | Ostend, Am Tiergarten 6 (heute: Bernhard-Grzimek-Straße 6) Lage | Repräsentatives Schulgebäude nach Entwurf der Regierungsbaumeister Karl Friedrich Endell und Schäfer mit risalitbetonter Neurenaissancefassade. Die Aula mit einem 1899–1904 gemalten Wandbild von W. Steinhausen. Im Nachtragsband wurde das Treppenhaus der Schule ergänzend als schutzwürdig aufgeführt. | 1887    |       |
| weitere Bilder  | Am Tiergarten 26/28           | Ostend, Am Tiergarten 26/28 Lage                                | Doppelmietshaus nach Entwurf von Johann Paul Hänel mit Werksteinfassade in Formen der Neorenaissance. Ursprüngliche Einfriedung | 1893    |       |

### Brüder Grimm Straße
| Bild                   | Bezeichnung            | Lage                                | Beschreibung                                                                                 | Bauzeit | Daten |
| ---------------------- | ---------------------- | ----------------------------------- | -------------------------------------------------------------------------------------------- | ------- | ----- |
| weitere Bilder         | Brüder Grimm Straße 32 | Ostend, Brüder Grimm Straße 32 Lage | Mietshaus mit zurückhaltend dekorierter Fassade des Jugendstils                              | 1910    |       |
| Brüder Grimm Straße 39 | Brüder Grimm Straße 39 | Ostend, Brüder Grimm Straße 39 Lage | Mietshaus des Jugendstils nach Entwurf von Ludwig Maul mit üppig reliefierten Brüstungen     | 1911    |       |
| weitere Bilder         | Brüder Grimm Straße 50 | Ostend, Brüder Grimm Straße 50 Lage | Mietshaus mit zurückhaltend dekorierter Fassade des Neoklassizismus; ehemals mit Mansarddach | 1910    |       |

### Dahlmannstraße
| Bild              | Bezeichnung       | Lage                           | Beschreibung | Bauzeit | Daten |
| ----------------- | ----------------- | ------------------------------ | --- | ------- | ----- |
| Dahlmannstraße 5  | Dahlmannstraße 5  | Ostend, Dahlmannstraße 5 Lage  | Mietshaus nach Entwurf von Friedrich M. Engel mit neoklassizistischer Fassade und überkuppeltem Eckerker           | 1910    |       |
| weitere Bilder    | Dahlmannstraße 8  | Ostend, Dahlmannstraße 8 Lage  | Mietshaus des Neoklassizismus. Die Fassade ist sparsam skulptiert und in Loggien aufgelöst                         | 1910    |       |
| Dahlmannstraße 9  | Dahlmannstraße 9  | Ostend, Dahlmannstraße 9 Lage  | Mietshaus des Neoklassizismus nach Entwurf von F. Kolb. Die Fassade ist durch übergiebelten Erker zentriert        | 1910    |       |
| weitere Bilder    | Dahlmannstraße 10 | Ostend, Dahlmannstraße 10 Lage | Nobeles Mietshaus des Neoklassizismus mit üppigem Dekor und Mittelrisalit. Original Balkongeländer und Einfriedung | 1910    |       |
| Dahlmannstraße 11 | Dahlmannstraße 11 | Ostend, Dahlmannstraße 11 Lage | Mietshaus des Neoklassizismus nach Entwurf von F. Kolb mit überkuppeltem Eckerker; stilgleich mit Dahlmannstraße 9 | 1910    |       |

### Deutschherrnbrücke
| Bild           | Bezeichnung                                        | Lage                                                                                       | Beschreibung | Bauzeit   | Daten      |
| -------------- | -------------------------------------------------- | ------------------------------------------------------------------------------------------ | --- | --------- | ---------- |
| weitere Bilder | Deutschherrnbrücke                                 | Ostend, Deutschherrnbrücke Lage                                                            | Die Deutschherrnbrücke ist eine zweigleisige Eisenbahnbrücke über den Main in Frankfurt am Main. Sie entstand 1911 bis 1913 als Verbindung zwischen dem damals neuen Ostbahnhof an der Bahnstrecke Frankfurt–Hanau und dem Südbahnhof. | 1911–1913 |            |
| weitere Bilder | Krananlagen Nr. 16 und 64 neben Deutschherrnbrücke | Ostend, Krananlagen Nr. 16 und 64 neben Deutschherrnbrücke LageFlur: 414, Flurstück: 57/23 | Krananlagen mit ursprünglicher Holzbeplankung auf mobilen Schienenbrücken in funktionsfähigem Zustand | 1912      | 153495 DDB |

### Freiligrathstraße
| Bild                            | Bezeichnung                  | Lage                              | Beschreibung                                       | Bauzeit | Daten |
| ------------------------------- | ---------------------------- | --------------------------------- | -------------------------------------------------- | ------- | ----- |
| Hochbunker Freiligrathstraße 11 | Hochbunker Freiligrathstraße | Ostend, Freiligrathstraße 11 Lage | Hochbunker Freiligrathstraße 11; Rückbau 2019–2020 | 1941    |       |

### Friedberger Anlage
| Bild                  | Bezeichnung           | Lage                               | Beschreibung                                                                    | Bauzeit | Daten |
| --------------------- | --------------------- | ---------------------------------- | ------------------------------------------------------------------------------- | ------- | ----- |
| Friedberger Anlage 10 | Friedberger Anlage 10 | Ostend, Friedberger Anlage 10 Lage | Mietshaus mit einer neoromanischen Fassade, die durch Balkonerker zentriert ist | 1892    |       |

### Franziusstraße
| Bild           | Bezeichnung          | Lage                              | Beschreibung | Bauzeit    | Daten |
| -------------- | -------------------- | --------------------------------- | --- | ---------- | ----- |
| weitere Bilder | Franziusstraße 15–20 | Ostend, Franziusstraße 15–20 Lage | Kampffmeyer-Mühlenwerk, ursprünglich Frankfurter Mühlenwerke Gebr. Wolf oHG (Franziusstraße 15) und Hafenmühle in Frankfurt AG (Franziusstraße 18–20); Getreidesilo der Hafenmühle 1910 von Hans Rummel; Erweiterungsbauten der Mühlenwerke Wolf 1915 von Georg Küchler | 1910, 1915 |       |

### Grüne Straße
| Bild           | Bezeichnung        | Lage                            | Beschreibung                                                        | Bauzeit | Daten |
| -------------- | ------------------ | ------------------------------- | ------------------------------------------------------------------- | ------- | ----- |
| weitere Bilder | Grüne Straße 30/32 | Ostend, Grüne Straße 30/32 Lage | Wohnhaus in retardierenden Formen des Klassizismus der 1860er Jahre | 1874    |       |

### Habsburgerallee
| Bild            | Bezeichnung                                       | Lage                                                           | Beschreibung | Bauzeit | Daten |
| --------------- | ------------------------------------------------- | -------------------------------------------------------------- | --- | ------- | ----- |
| weitere Bilder  | Habsburgerallee (zwischen Sandweg und Rhönstraße) | Ostend, Habsburgerallee (zwischen Sandweg und Rhönstraße) Lage | Parkpromenade als Teilstück der äußeren Ringstraße. Bis 1910 ausgebaut mit zentralen Grünanlagen wechselnden Niveaus. Ursprünglich Pergolen und Geländer | 1899    |       |
| Postamt Carolus | Postamt Carolus                                   | Ostend, Habsburgerallee 76 Lage                                | Verwaltungsgebäude nach Entwurf des Postbaurates Brendel in harmonischer Gliederung neoklassizistischer und expressionistischer Motive                   | 1925/26 |       |

### Hanauer Landstraße
| Bild                   | Bezeichnung               | Lage                                                        | Beschreibung | Bauzeit   | Daten |
| ---------------------- | ------------------------- | ----------------------------------------------------------- | --- | --------- | ----- |
| weitere Bilder         | Hanauer Landstraße 2      | Ostend, Hanauer Landstraße 2 Lage                           | Mietshaus des romantischen Spätklassizismus; Teil der ältesten planmäßigen Wohnbebauung außerhalb der Wallanlagen | 1858      |       |
| weitere Bilder         | Hanauer Landstraße 8      | Ostend, Hanauer Landstraße 8 Lage                           | Mietshaus des Spätklassizismus; Eckfassade mit Axialrisalit und reich stuckierten Fensterrahmungen; form- und zeitgleich mit dem Haus Uhlandstraße 57                                                                                  | 1861      |       |
| weitere Bilder         | Hanauer Landstraße 16/16a | Ostend, Hanauer Landstraße 16/16a Lage                      | Doppelhaus nach Entwurf von Adolf Gustav Schenck mit axialsymmetrischer Buntsandstein-Fassade der Neurenaissance und originalen Balkongittern                                                                                          | 1899      |       |
| Hanauer Landstraße 146 | Hanauer Landstraße 146    | Ostend, Hanauer Landstraße 146 LageFlur: 410, Flurstück: 26 | Verwaltungsgebäude des ehemaligen Elektrotechnik-Unternehmens Voigt & Haeffner nach Entwürfen von Carl Friedrich Wilhelm Leonhardt; zentrale Risalitgruppen mit Anklängen an Klassizismus und Jugendstil zur Betonung des Werkeingangs | 1910      |       |
| Großer Riederhof       | Großer Riederhof          | Ostend, Hanauer Landstraße 260 Lage                         | Spätgotischer Torbau des Großen Riederhofs; Rest eines erstmals 1193 erwähnten und bis 1492 erbauten Wehrhofs östlich der Stadt | 1492      |       |
| Hanauer Landstraße 287 | Hanauer Landstraße 287    | Ostend, Hanauer Landstraße 287 Lage                         | ehemalige Frankfurter Bettfedernfabrik Fritz Volker GmbH vorm. Baum & Moosbacher | 1895–1896 |       |

### Hölderlinstraße
| Bild               | Bezeichnung        | Lage                            | Beschreibung | Bauzeit | Daten |
| ------------------ | ------------------ | ------------------------------- | --- | ------- | ----- |
| Hölderlinstraße 10 | Hölderlinstraße 10 | Ostend, Hölderlinstraße 10 Lage | Mietshaus mit zentralem Werksteinerker, Jugendstil-Maskarons an Schlusssteinen und Erkergiebel. Ehemals mit Mansarddach | 1903    |       |
| Hölderlinstraße 12 | Hölderlinstraße 12 | Ostend, Hölderlinstraße 12 Lage | Mietshaus mit Jugendstilmotiven an Ziergiebel und skulptierten Fensterstürzen mit originalem Balkongitter               | 1903    |       |
| Hölderlinstraße 14 | Hölderlinstraße 14 | Ostend, Hölderlinstraße 14 Lage | Mietshaus mit Jugendstilanklängen, zentralem Zierwerk und ursprünglichem Gitterwerk                                     | 1903    |       |
| Hölderlinstraße 16 | Hölderlinstraße 16 | Ostend, Hölderlinstraße 16 Lage | Mietshaus mit Jugendstilmotiven an Mittelerker und skulptierten Fensterbrüstungen und originalem Balkongitter           | 1903    |       |

### Honsellbrücke
| Bild           | Bezeichnung   | Lage                                      | Beschreibung | Bauzeit   | Daten |
| -------------- | ------------- | ----------------------------------------- | --- | --------- | ----- |
| weitere Bilder | Honsellbrücke | Ostend, Honsellstraße, Honsellbrücke Lage | Die Honsellbrücke ist eine zweispurige Straßenbrücke mit beidseitigen Fußwegen über die Einfahrt des Osthafens am Main in Frankfurt. Sie entstand im Zuge des Hafenbaus ab 1908 und wurde 1912 eingeweiht. Von der Brücke hat man einen hervorragenden Blick auf die Frankfurter Skyline und das Gebäude der ehemaligen Großmarkthalle. Die Brücke ist nach dem Wasserbauingenieur Max Honsell benannt. Zwischen September 2011 und Ende 2013 wurde die Brücke grunderneuert und verstärkt. | 1908–1912 |       |

### Luxemburgerallee
| Bild           | Bezeichnung           | Lage                               | Beschreibung | Bauzeit   | Daten |
| -------------- | --------------------- | ---------------------------------- | --- | --------- | ----- |
| weitere Bilder | Luxemburgerallee 2–4  | Ostend, Luxemburgerallee 2–4 Lage  | Doppelmietshaus des Neoklassizismus nach Entwurf von Ernst Eduard Zimmermann mit asymmetrisch durch Risalite gegliederter Fassade. Ehemals mit Mansarddach                             | 375       |       |
| weitere Bilder | Luxemburgerallee 6–16 | Ostend, Luxemburgerallee 6–16 Lage | Mietshausreihe aus Doppel- und Tripel-Häusern nach Entwurf von Wilhelm Plate mit einheitlichem von Jugendstil beeinflussten Gestaltungskonzept. Zu beiden Seiten überkuppelte Eckerker | 1906–1908 |       |

### Obermainanlage
| Bild              | Bezeichnung       | Lage                           | Beschreibung | Bauzeit | Daten |
| ----------------- | ----------------- | ------------------------------ | --- | ------- | ----- |
| Obermainanlage 22 | Obermainanlage 22 | Ostend, Obermainanlage 22 Lage | Mietshaus als Ersatz eines um 1830 entstandenen Vorgängerbaus mit symmetrisch gestalteter spätklassizistischer Fassade                    | 1873    |       |
| Obermainanlage 26 | Obermainanlage 26 | Ostend, Obermainanlage 26 Lage | Spätklassizistisches Mietshaus mit axialsymmetrischem Fassadenaufbau, Pilastergliederung, Durchfahrt und teilweise originalem Treppenhaus | 1861    |       |

### Ostendstraße
| Bild           | Bezeichnung        | Lage                            | Beschreibung | Bauzeit | Daten |
| -------------- | ------------------ | ------------------------------- | --- | ------- | ----- |
| weitere Bilder | Ostendstraße 54/56 | Ostend, Ostendstraße 54/56 Lage | Mietshäuser in retardierende Formen des Spätklassizismus | 1889    |       |
| weitere Bilder | Ostendstraße 58    | Ostend, Ostendstraße 58 Lage    | Mietshaus in Ecksituation nach Entwurf von Louis Schwennhagen. Durch Buntsandstein gegliederte Fassade der Neurenaissance mit asymmetrischem Erker und Ziergiebel. | 1889    |       |

### Osthafenplatz
| Bild              | Bezeichnung       | Lage                                | Beschreibung | Bauzeit | Daten |
| ----------------- | ----------------- | ----------------------------------- | --- | ------- | ----- |
| Osthafenplatz 6–8 | Osthafenplatz 6–8 | Ostend, Osthafenplatz 6–8 Lage      | Nobeles Verwaltungsgebäude für die Lencoryt-Spinnerei L. Neuberger & Co. Nach Entwürfen von Josef Rindsfüßer & Martin Kühn. Repräsentativfassade des Neoklassizismus mit Kolossalsäulen und originalem Portal | 1913    |       |
| weitere Bilder    | Osthafen-Brunnen  | Ostend, Osthafenplatz: Brunnen Lage | 1912 wurde im Zentrum des Osthafenplatzes, vermutlich durch den Frankfurter Bildhauer Johann Joseph Belz, in der traditionellen Form einer „Pferdetränke“ der Osthafen-Brunnen erbaut. Auf beiden Seiten des symmetrischen Brunnenstocks befinden sich Viehtröge. Der Brunnen büßte mit der fortschreitenden Motorisierung seine Funktion ein und ist heute trockengelegt. Der Brunnen ist mit neoklassizistische Maskaron- und Nereidenreliefs geschmückt | 1912    |       |

### Osthafen
| Bild           | Bezeichnung      | Lage                                  | Beschreibung                                                                    | Bauzeit | Daten |
| -------------- | ---------------- | ------------------------------------- | ------------------------------------------------------------------------------- | ------- | ----- |
| weitere Bilder | Bedürfnisanstalt | Ostend, Osthafen (Franziusplatz) Lage | Überkuppeltes Pissoir auf kreisförmigem Grundriss in Formen des Neoklassizismus | um 1910 |       |

### Ostparkstraße
| Bild                   | Bezeichnung               | Lage                               | Beschreibung | Bauzeit   | Daten |
| ---------------------- | ------------------------- | ---------------------------------- | --- | --------- | ----- |
| weitere Bilder         | Ostpark Frankfurt am Main | Ostend, Ostparkstraße/Ratsweg Lage | Grünanlage im Stil eines englischen Parks im ehemaligen Sumpfgebiet des Riederbruchs. Zeitgleich mit dem Bau des Osthafens nach Entwurf des städtischen Gartenbaudirektors K. Heike angelegt. Mit Weiher und neoklassizistischem Brunnen, 1928 um eine offene Halle ergänzt | 1908–1910 |       |
| Stützmauer und Gewölbe | Stützmauer und Gewölbe    | Ostend, Ostparkstraße 25–29 Lage   | Stützmauer und Gewölbe im Stil barocker Festungen der Schwager´schen Brauerei, später Röderbergbrauerei, am Südhand des Röderbergs | 1869      |       |

### Parlamentsstraße
| Bild                | Bezeichnung         | Lage                             | Beschreibung                                                                                                  | Bauzeit | Daten |
| ------------------- | ------------------- | -------------------------------- | --- | ------- | ----- |
| Parlamentsstraße 24 | Parlamentsstraße 24 | Ostend, Parlamentsstraße 24 Lage | Nobeles Mietshaus nach Entwurf von J.A. Helme. Neoklassizistische Fassade mit Kolossalsäulen am Mittelrisalit | 1914    |       |

### Rhönstraße
| Bild           | Bezeichnung                | Lage                        | Beschreibung                                                                                               | Bauzeit | Daten |
| -------------- | -------------------------- | --------------------------- | --- | ------- | ----- |
| weitere Bilder | Evangelische Nicolaikirche | Ostend, Rhönstraße 32 Lage  | Turm der neoklassizistischen „Neuen Nicolaikirche“ nach Entwurf von Curjel & Moser.                        | 1909    |       |
| weitere Bilder | Ledigenheim Rhönstraße 94  | Ostend, Rhönstraße 94 Lage  | Ledigenheim                                                                                                | 1952    |       |
| Rhönstraße 131 | Rhönstraße 131             | Ostend, Rhönstraße 131 Lage | Mietshaus in zurückhaltendem Neoklassizismus. Betonung der Ecksituation durch Erker an den Straßenfronten. | 1913    |       |

### Röderbergweg
| Bild            | Bezeichnung     | Lage                         | Beschreibung                                                                                                | Bauzeit | Daten |
| --------------- | --------------- | ---------------------------- | --- | ------- | ----- |
| Röderbergweg 96 | Röderbergweg 96 | Ostend, Röderbergweg 96 Lage | Villa im Stil gotischer Fachwerkbauten nach Entwurf von Jean Funk mit Eckturm und ursprünglicher Umfriedung | 1901    |       |

### Rückertstraße
| Bild             | Bezeichnung      | Lage                           | Beschreibung | Bauzeit | Daten |
| ---------------- | ---------------- | ------------------------------ | --- | ------- | ----- |
| weitere Bilder   | Großmarkthalle   | Ostend, Rückertstraße 2–6 Lage | Die Großmarkthalle war von 1928 bis zu ihrer Schließung am 4. Juni 2004 ein gewerblicher Großmarkt, in dem vorwiegend Obst und Gemüse gehandelt wurde. Das Gebäude wurde in den Neubau der Europäischen Zentralbank integriert. | 1928    |       |
| Rückertstraße 45 | Rückertstraße 45 | Ostend, Rückertstraße 45 Lage  | Repräsentatives Mietshaus des Spätklassizismus für die Baufirma P. Holzmann & Cie. Scheinquaderung im Erdgeschoß und Pilastergliederung                                                                                         | 1873    |       |
| Rückertstraße 47 | Rückertstraße 47 | Ostend, Rückertstraße 47 Lage  | Mietshaus des Spätklassizismus für die Baufirma P. Holzmann & Cie; Zentrierung durch repräsentative Eingangszone | 1872    |       |

### Sandweg
| Bild           | Bezeichnung  | Lage                      | Beschreibung | Bauzeit | Daten |
| -------------- | ------------ | ------------------------- | --- | ------- | ----- |
| weitere Bilder | Sandweg 8–12 | Ostend, Sandweg 8–12 Lage | Mietshausgruppe nach Entwurf von Nicolaus Fischer mit Werksteinfassaden der Neurenaissance, zentralen Risaliten und Säulenportalen   | 1890    |       |
| Sandweg 18     | Sandweg 18   | Ostend, Sandweg 18 Lage   | Markantes Eckhaus nach Entwurf von J. Früh in Zierformen der Neurenaissance aus Werkstein. Polygonaler Eckerker und zwei Wellgiebel. | 104     |       |

### Scheidswaldstraße
| Bild                    | Bezeichnung             | Lage                                 | Beschreibung | Bauzeit | Daten |
| ----------------------- | ----------------------- | ------------------------------------ | --- | ------- | ----- |
| Scheidswaldstraße 8–12a | Scheidswaldstraße 8–12a | Ostend, Scheidswaldstraße 8–12a Lage | Wohnhofanlage in Hufeisenform nach Entwurf des Architektenbüros Philipp Carl Kayser & Sohn. Großplastisch gegliederte Fassaden mit Anklängen an Barock und Klassizismus. Ursprüngliche Einfriedungen und Außenanlagen | 1911    |       |
| weitere Bilder          | Scheidswaldstraße 61    | Ostend, Scheidswaldstraße 61 Lage    | Mietshaus in Eckposition auf trapezoiden Grundriss in Klinker und Werkstein mit Eckerker und Schmuckgiebel in Zierformen der Neurenaissance; Zwillingshaus mit Wittelsbacherallee 70                                  | 1905    |       |

### Schmickstraße
| Bild                          | Bezeichnung                | Lage                          | Beschreibung                | Bauzeit | Daten |
| ----------------------------- | -------------------------- | ----------------------------- | --------------------------- | ------- | ----- |
| Kulturbunker Schmickstraße 18 | Kulturbunker Schmickstraße | Ostend, Schmickstraße 18 Lage | Hochbunker Schmickstraße 18 |         |       |

### Thüringer Straße
| Bild           | Bezeichnung         | Lage                             | Beschreibung | Bauzeit | Daten |
| -------------- | ------------------- | -------------------------------- | --- | ------- | ----- |
| weitere Bilder | Thüringer Straße 1  | Ostend, Thüringer Straße 1 Lage  | Mietshaus nach Entwurf von Friedrich Alexander Carl Weber mit Jugendstilelementen                                                                                              | 1912    |       |
| weitere Bilder | Allerheiligenkirche | Ostend, Thüringer Straße 35 Lage | Katholische Pfarrkirche nach Entwurf von Alois Giefer und Hermann Mäckler auf parabolischem Grundriss mit separatem Glockenturm; Betonskelett und zweifarbiges Ziegelmauerwerk | 1953    |       |

### Uhlandstraße
| Bild            | Bezeichnung     | Lage                         | Beschreibung | Bauzeit | Daten |
| --------------- | --------------- | ---------------------------- | --- | ------- | ----- |
| Uhlandstraße 38 | Uhlandstraße 38 | Ostend, Uhlandstraße 38 Lage | Mietshaus mit gleichmäßiger spätklassizistischer Fassadengliederung | 1865    |       |
| weitere Bilder  | Uhlandstraße 42 | Ostend, Uhlandstraße 42 Lage | Mietshaus des Spätklassizismus mit zentralem Altan; Originale Geländer | 1863    |       |
| weitere Bilder  | Uhlandstraße 47 | Ostend, Uhlandstraße 47 Lage | Mietshaus des Spätklassizismus mit gleichmäßiger Fassadengliederung durch Lisenen; dekorative Brüstungsfelder                                                                      | 1861    |       |
| weitere Bilder  | Uhlandstraße 48 | Ostend, Uhlandstraße 48 Lage | Mietshaus des Spätklassizismus mit romatisierendem Fassadendekor | 1865    |       |
| Uhlandstraße 49 | Uhlandstraße 49 | Ostend, Uhlandstraße 49 Lage | Mietshaus des Spätklassizismus nach Entwurf von Johann Daniel Walluf mit typischer Eckfase und Mittelrisalit sowie originalem Treppenhaus                                          | 1862    |       |
| Uhlandstraße 55 | Uhlandstraße 55 | Ostend, Uhlandstraße 55 Lage | Nobeles Mietshaus des Spätklassizismusmit übergiebeltem Eckrisalit sowie Stuckdekor in den Fensterstürzen. Ursprüngliches Eisenwerk von Vordach und Balkon. Originales Treppenhaus | 1866    |       |
| weitere Bilder  | Uhlandstraße 57 | Ostend, Uhlandstraße 57 Lage | Mietshaus des Spätklassizismus mit Eckfase; reich stuckierte Fensterrahmungen | 1861    |       |

### Waldschmidtstraße
| Bild                   | Bezeichnung            | Lage                                | Beschreibung | Bauzeit   | Daten |
| ---------------------- | ---------------------- | ----------------------------------- | --- | --------- | ----- |
| weitere Bilder         | Mousonturm             | Ostend, Waldschmidtstraße 4 Lage    | Fabrikgebäude für die Parfümeriefabrik J.G.Mouson&Co. Von 1921 bis 1926 nach Entwurf von F. Mouson unter Mitarbeit von Robert Wollmann, Hermann Geitner und M. Hirsch mit expressionistischer Klinkerfassade (S. 231–232) | 1921–1926 |       |
| Waldschmidtstraße 7–11 | Waldschmidtstraße 7–11 | Ostend, Waldschmidtstraße 7–11 Lage | Mietshäuser nach Entwurf von J.B. Blattner mit Jugendstilelementen, übergiebeltem Mittelrisalit und reichem Werksteindekor. Baugruppe mit Waldschmidtstraße 9 und 11                                                      | 1904      |       |

### Weiherstraße
| Bild           | Bezeichnung    | Lage                        | Beschreibung                                                                                        | Bauzeit | Daten |
| -------------- | -------------- | --------------------------- | --------------------------------------------------------------------------------------------------- | ------- | ----- |
| weitere Bilder | Weiherstraße 1 | Ostend, Weiherstraße 1 Lage | Mietshaus des Spätklassizismus mit Eckfase und -erker, stuckiertem Fries und originalem Treppenhaus | 1861    |       |
| weitere Bilder | Weiherstraße 6 | Ostend, Weiherstraße 6 Lage | Mietshaus des Spätklassizismus in Ecksituation mit zwei symmetrischen Fassaden                      | 1863    |       |

### Wittelsbacherallee
| Bild           | Bezeichnung              | Lage                                  | Beschreibung | Bauzeit | Daten |
| -------------- | ------------------------ | ------------------------------------- | --- | ------- | ----- |
| weitere Bilder | Wittelsbacherallee 27–29 | Ostend, Wittelsbacherallee 27–29 Lage | Ehemalige Naxos-Union Werkstattgebäude, Gußhalle und Technische Verwaltung von Jean Funk (1896) und Ernst Friedrich Ambrosius (1906–1907)   | 1896    |       |
| weitere Bilder | Wittelsbacherallee 70    | Ostend, Wittelsbacherallee 70 Lage    | Mietshaus in Eckposition auf trapezoidem Grundriss in Klinker und Werkstein mit Eckerker und Schmuckgiebel in Zierformen der Neurenaissance | 1905    |       |

## Ehemalige Denkmäler

### Leibbrandstraße
| Bild           | Bezeichnung    | Lage                            | Beschreibung                                           | Bauzeit   | Daten |
| -------------- | -------------- | ------------------------------- | ------------------------------------------------------ | --------- | ----- |
| Wellblechhalle | Wellblechhalle | Ostend, Leibbrandstraße 35 Lage | Firma Carl Meyer, Wellblechhalle, Gerb. Achenbach GmbH | 1939–1946 |       |

### Denkmaltopographien, Inventare und ähnliche Nachschlagewerke
- Folkhard Cremer (Bearb.): Handbuch der Deutschen Kunstdenkmäler. Hessen II. Regierungsbezirk Darmstadt. Deutscher Kunstverlag, München 2008, ISBN 978-3-422-03117-3.
- Heike Kaiser: Denkmaltopographie Stadt Frankfurt am Main. Nachträge. Limitierte Sonderauflage. Henrich, Frankfurt am Main 2000 (Materialien zum Denkmalschutz in Frankfurt am Main 1).
- Heinz Schomann, Volker Rödel, Heike Kaiser: Denkmaltopographie Stadt Frankfurt am Main. Überarbeitete 2. Auflage, limitierte Sonderauflage aus Anlass der 1200-Jahr-Feier der Stadt Frankfurt am Main. Societäts-Verlag, Frankfurt am Main 1994, ISBN 3-7973-0576-1 (Materialien zum Denkmalschutz in Frankfurt am Main 1).

### Werke zu Architekten und Künstlern
- Albert Dessoff: Monographisches Lexikon der Frankfurter Künstler im neunzehnten Jahrhundert. In: Frankfurter Kunstverein (Hrsg.): Kunst und Künstler in Frankfurt am Main im neunzehnten Jahrhundert. Joseph Baer & Co, Carl Jügel’s Verlag, Heinrich Keller, F.A.C. Prestel, Moritz Abendroth, Frankfurt am Main 1907–1909.
- Thomas Zeller: Die Architekten und ihre Bautätigkeit in Frankfurt am Main in der Zeit von 1870 bis 1950. Henrich, Frankfurt am Main 2004, ISBN 3-921606-51-9.